# Kanton San Jacinto de Yaguachi
Der Kanton San Jacinto de Yaguachi befindet sich in der Provinz Guayas im zentralen Westen von Ecuador. Er besitzt eine Fläche von 510 km². Im Jahr 2020 lag die Einwohnerzahl schätzungsweise bei 78.200. Verwaltungssitz des Kantons ist die Kleinstadt Yaguachi Nuevo (auch San Jacinto de Yaguachi) mit 17.806 Einwohnern (Stand 2010). Der Kanton San Jacinto de Yaguachi wurde am 21. Juli 1883 gegründet.

## Lage
Der Kanton San Jacinto de Yaguachi liegt im Tiefland östlich der Provinzhauptstadt Guayaquil. Der Río Chimbo (im Unterlauf Río Yaguachi) und dessen rechter Nebenfluss Río Milagro durchqueren den Kanton. Im Nordwesten reicht der Kanton bis an das Südufer des Río Babahoyo. Die Fernstraßen E25 (Milagro–Naranjal) und E40 (Durán–El Triunfo) sowie die E49 und E49A durchqueren das Gebiet.
Der Kanton San Jacinto de Yaguachi grenzt im Nordosten an den Kanton Jujan, im Osten an den Kanton Milagro, im Südosten an die Kantone Coronel Marcelino Maridueña und El Triunfo, im Süden an den Kanton Naranjal sowie im Osten an die Kantone Durán und Samborondón.

## Verwaltungsgliederung
Der Kanton San Jacinto de Yaguachi ist in die Parroquia urbana („städtisches Kirchspiel“)
- Yaguachi Nuevo

und in die Parroquias rurales („ländliches Kirchspiel“)
- Yaguachi Viejo
- Pedro J. Montero (oder General Pedro J. Montero)
- Virgen de Fátima

gegliedert.
Größere Ortschaften (recintos principales) sind: María Clementina, San Martín de Porres, Bodeguita, El Pensamiento, Casiguana, Cascol, San Juan, Caimito, El Cóndor und Guajala.